# 어군 (언어학)
어군(語群)이란 같은 어파에 속한 언어들 중에서 서로 유사한 특성을 공유하고 비슷한 언어들을 묶어 이르는 말이다.
어파가 어족에서 분화된 것과 마찬가지로 어군 또한 어파에서 특정 시기 분화되어 나가서 공통된 발전과정을 이룬 언어들이 나중에 각기 개별언어로 분화된 경우이다.

## language family: 어족, 어파, 어군
영어는 인도유럽어족 게르만어파 서게르만어군이고, 프랑스어는 인도유럽어족(Indo-European languages) 이탈리아어파 로망스어군(Romance languages)이다.
하지만 국제적인 언어학에서는 학명 나누듯이 계층적으로 어족, 어파, 어군이라는 명칭을 써서 나누지 않고, 모두 language family라고 부르며, Romance family가 Indo-European family의 부분 집합이라는 개념으로 설명한다.

## 같이 보기
- 어족
- 어파
- 비교언어학